# Glenea neopomeriana
Glenea neopomeriana är en skalbaggsart som beskrevs av Stefan von Breuning 1950. Glenea neopomeriana ingår i släktet Glenea och familjen långhorningar. Inga underarter finns listade i Catalogue of Life.